# Diplopeltoides ornatus
Diplopeltoides ornatus är en rundmaskart som först beskrevs av Gerlach 1950.  Diplopeltoides ornatus ingår i släktet Diplopeltoides och familjen Axonolaimidae. Arten är reproducerande i Sverige. Inga underarter finns listade i Catalogue of Life.